# Авангард (стадіон, Ужгород)
Стадіон «Аванга́рд» — багатофункціональний стадіон у місті Ужгороді, що забезпечує можливість тренувань та проведення змагань з футболу, волейболу, легкої атлетики, тенісу, кросфіту та інших видів спорту. На стадіоні розміщено 5 футбольних полів та ряд інших локацій щодо згаданих видів спортивних занять.
Головне футбольне поле — розміром 105×68 м — має сучасну дренажну систему та систему поливу трави. Навколо поля розміщене сучасне легкоатлетичне ядро із біговими доріжками.
Спорткомплекс є муніципальною власністю громади міста Ужгорода. Для ефективного управління спортивним об'єктом у липні 2021 року створено комунальну установу — «Стадіон „Авангард“ Ужгородської міської ради», в.о. керівника установи призначено Віктора Качура.

## Історія
Після Другої світової війни Ужгород став розбудовуватися, відтак виникла потреба й у будівництві нового стадіону. Для вирішення завдання на початку 50-х років ХХ століття стартувало будівництво нового спортивного комплексу вражаючих на той час масштабів за проєктом архітектора Євгена Вальса.
Уже 2 травня 1953 року мешканці Ужгорода споглядали урочисте відкриття новозбудованого спортивного комплексу. На його території розташувалися 4 футбольних поля, баскетбольний та 3 волейбольних майданчики, облаштовано спеціальний простір для гри в городки, а також тенісні корти з 6 ігровими майданчиками.
Ужгородський стадіон відомий як легкоатлетичний центр. Саме тут у 1962 році стрибун через планку Валерій Брумель встановив рекорд Європи, здолавши висоту 2,20 м.
У 1990 році на стадіоні були капітально відремонтовані бігові доріжки — для проведення в Ужгороді Міжнародних дитячих олімпійських ігор.
29 квітня 1992 року на ужгородському «Авангарді» пройшов перший матч за участі національної збірної України з часу проголошення Незалежності. Це була товариська гра між збірними України та Угорщини, де перемогу здобули гості з рахунком 1:3.
11 червня 2002 року ФК «Шахтар» під час гри на ужгородському «Авангарді» вперше став чемпіоном України завдяки перемозі з мінімальним рахунком — 1:0 — над тодішнім футбольним клубом ФК «Закарпаття». Ця перемога і дала гірникам «золото», оскільки в них, завдяки перемозі на ужгородському стадіоні, стало на 1 очко більше від срібного призера — ФК «Динамо».

## Сучасність
У 1990-ті роки стадіон «Авангард», як і більшість державних чи муніципальних установ, ввійшов у період занепаду. Протягом тривалого проміжку часу першого десятиліття незалежності на території стадіону працював речовий ринок, в народі також відомий як «барахолка».
Відродження стадіону розпочалося на старті 2000-х років. На той час ринок було вже перенесено з території «Авангарду», а сам стадіон невдовзі став домашньою ареною для новоствореного футбольного клубу «Закарпаття». У реконструкцію стадіону почали направлятися державні гроші. Зокрема у період 2002—2004 років відновлено освітлення головного футбольного поля; на західній та східній трибунах дерев'яні лавиці замінені на зручні пластмасові сидіння; побудовано нинішні південна та північна трибуни.
У період 2012—2016 років стадіон перебував під опікою відновленої футбольної команди ФК «Говерла». У цей час на стадіоні зроблена конференц-зала, зроблено капітальний ремонт санвузлів для глядачів.
У 2018 році з ініціативи керівництва Закарпатської асоціації футболу на місці колишньої локації для гри у городки було збудоване сучасне штучне футбольне поле, яке відповідає стандартам проведення молодіжних міжнародних турнірів. Поле має освітлення та місця для глядачів.
У період 2018—2019 років на стадіоні завдяки коштам із Державного фонду регіонального розвитку розпочалося капітальне відновлення легкоатлетичного ядра. Результат — сьогодні «Авангард» має ядро, що відповідає стандартам Світової легкової атлетики (World Athletics). На доріжках тренуються вихованці місцевих ДЮСШ, проводять збори професійні спортсмени, є вільний доступ для занять бігунів-любителів. Наприкінці 2021 року бігові доріжки почали освітлюватися у темну пору доби.
Паралельно із капітальним відновленням легкоатлетичного ядра з ініціативи керівництва Закарпатської асоціації футболу було розпочато й реконструкцію головного футбольного поля. Там, зокрема, оновлено дренажну систему, налагоджено систему поливу трави, а також виконані технічні роботи щодо можливості встановлення підігріву поля у майбутньому.
У липні 2021 році комунальне підприємство "Стадіон «Авангард» реорганізовано у комунальну установу «Стадіон „Авангард“ Ужгородської міської ради». В.о. директора стадіону Ужгородська міська рада призначила заступника голови Закарпатської асоціації футболу, депутата Ужгородської міської ради Віктора Качура.
Оновлена керівна команда стадіону активно розпочала роботи щодо благоустрою території спортивного комплексу та генерувати ідеї щодо його подальшого розвитку.
Станом на осінь 2021 року на стадіоні була розчищена від багаторічних чагарників територія біля північної трибуни, а також вздовж паркану з боку набережної Студентської. Звільнена від чагарників територія розглядається як потенційне місце для розміщення нових спортивних та дозвільницьких локацій у найближчому майбутньому.
Наприкінці 2021 року на стадіоні почали монтаж майданчику кросфіт-центру, роботи заплановано завершити весною 2022-го. Проєкт втілений за кошти бюджету Ужгородської міської ради. Крім головного призначення — фітнес-вправ, спортивний об'єкт має ще й стіну для тренувань із скелелазіння. Доступ до зовнішньої частини споруди, при введенні в експлуатацію, буде вільним для всіх охочих. Щодо внутрішньої частини споруди — це контейнер з інвентарем спортивного знаряддя на кшталт гирь, гантель, штанг тощо — доступ до нього матимуть тренери за узгодженим графіком.
У лютому 2022 року Віктор Качур переміг на відкритому конкурсі на посаду директора комунальної установи. Головна ідея, яку він представив на розгляд конкурсної комісії, це — мультифункціональність спортивного комплексу, тобто його використання для різних видів спорту та організації масових культурно-дозвільницьких заходів.
Станом на сезон 2021—2022 року стадіон «Авангард» є ареною для домашніх матчів ФК «Минай» (Прем'єр-ліга України) та ФК «Ужгород» (Перша ліга України).

## Майбутні проєкти
Станом на початок 2022 року керівництво стадіону активно працює над втіленням ідей щодо нових спортивних та дозвільницьких локацій, шукаючи для цього фінансування місцевих, державних та спонсорських грошей. Серед проєктів, що заплановані на стадіоні: майданчики воркауту, рингу, дитячого центру, майданчики для гри в петанк, баскетбольний майданчик.
Щодо масштабних проєктів — йде робота над реалізацією будівництва басейну для водних видів спорту; будівництва легкоателтичного маніжу; будівництва Льодової арени.

## Визначні матчі
29 квітня 1992 року на стадіоні відбувся перший офіційний поєдинок збірної України з футболу, коли українська команда програла в товариській зустрічі проти збірної Угорщини з рахунком 1:3. Єдиний гол за Україну ударом зі штрафного забив Іван Гецко на 90-й хвилині зустрічі.

### Національна збірна України
| Дата       |    |         |          | Рахунок | Голи                                        |
| ---------- | -- | ------- | -------- | ------- | ------------------------------------------- |
| 29-04-1992 | ТМ | Україна | Угорщина | 1-3     | Гецко 90' — Шаллої 61', Кіпріх 70', 84' (п) |

### Жіноча збірна України
| Дата       |                   |         |          | Рахунок | Голи                                         |
| ---------- | ----------------- | ------- | -------- | ------- | -------------------------------------------- |
| 16-06-1996 | Відбір до ЧЄ 1997 | Україна | Угорщина | 2-0     | Стасюк 33', Сергієнко 85'                    |
| 08-09-1996 | Відбір до ЧЄ 1997 | Україна | Румунія  | 1-2     | Верезубова 90'+5' — Пуфулете 73', Чьорба 76' |

## Галерея

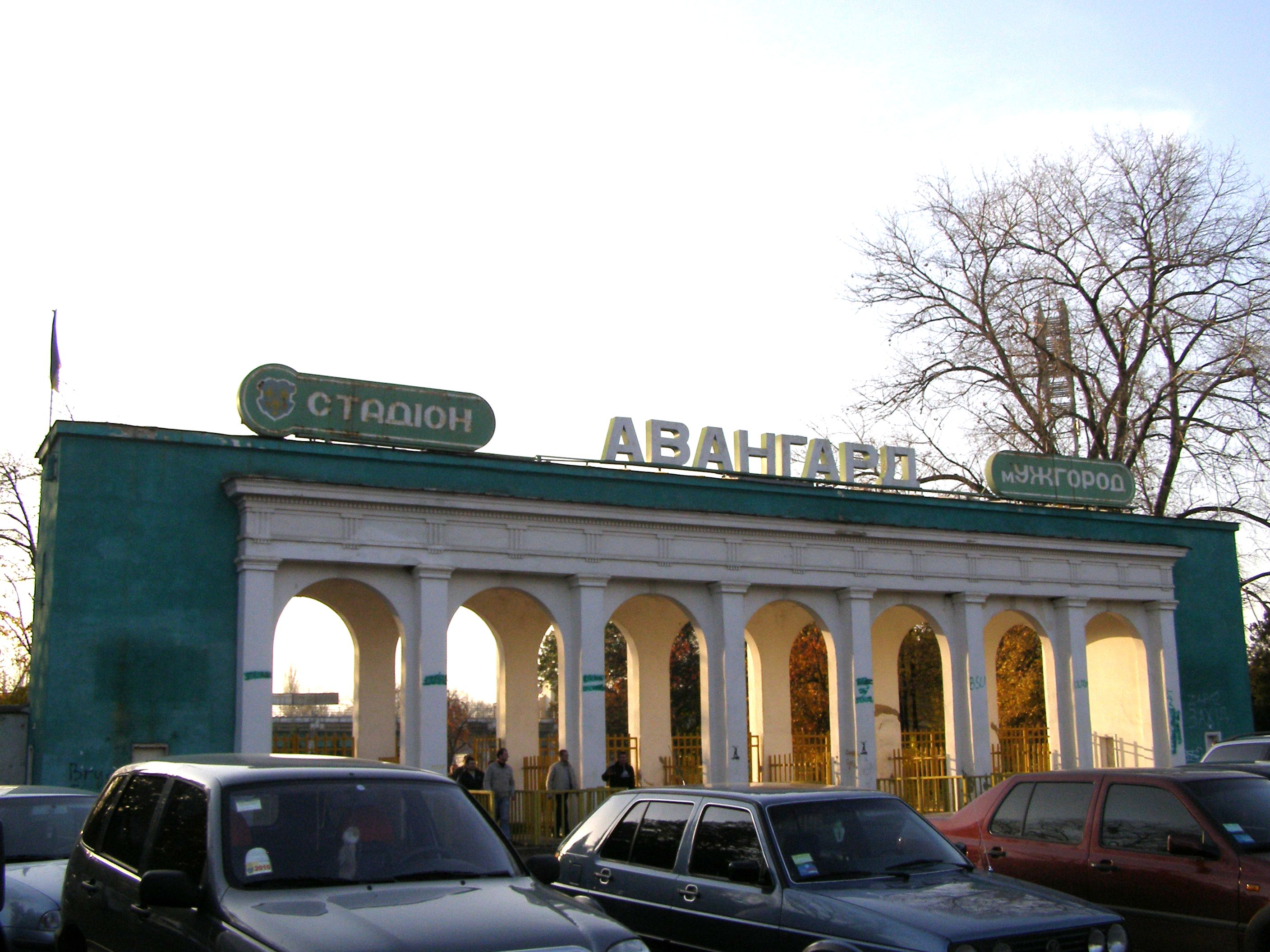
Головна брама стадіону
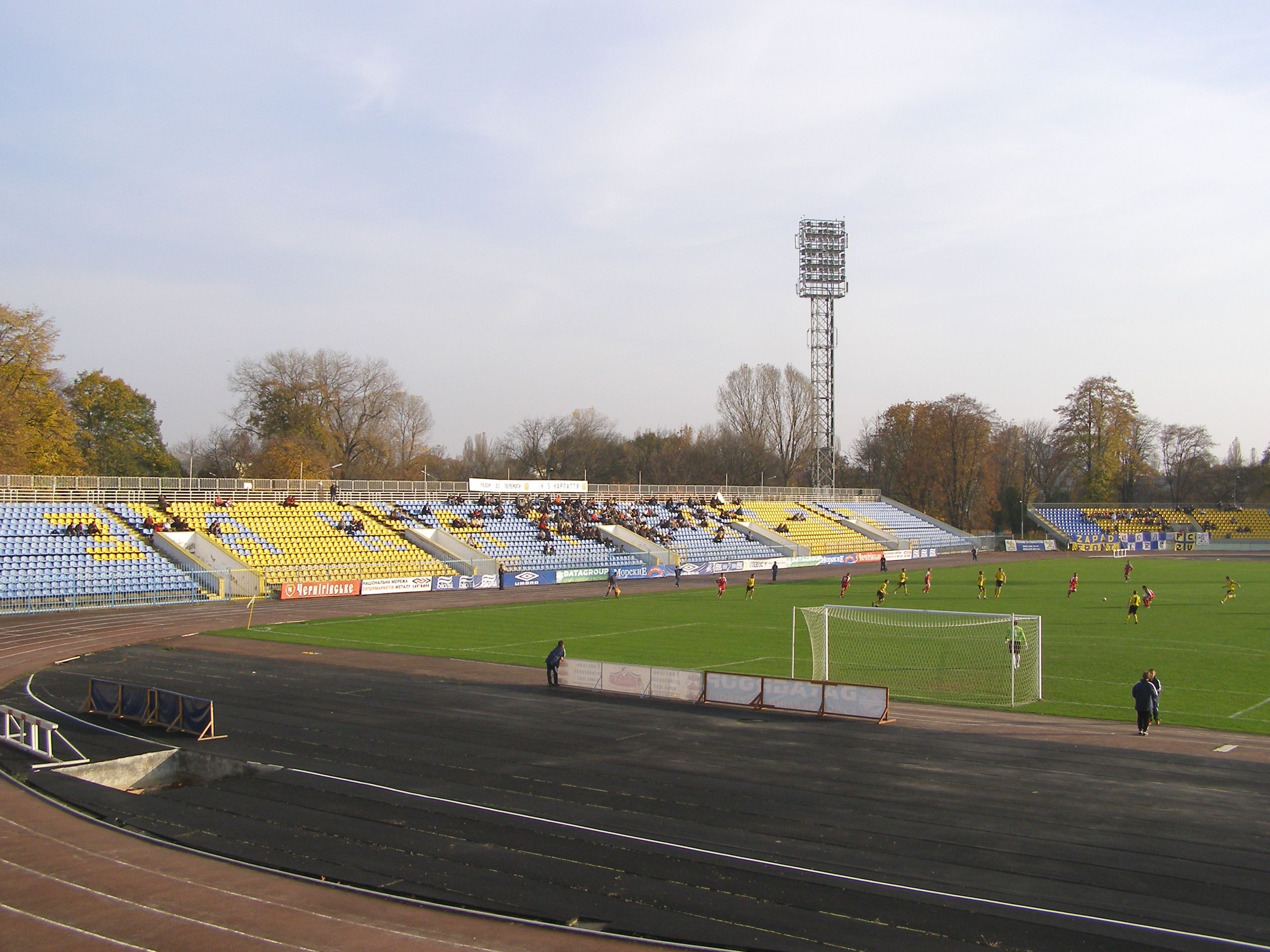
Загальний вигляд стадіону
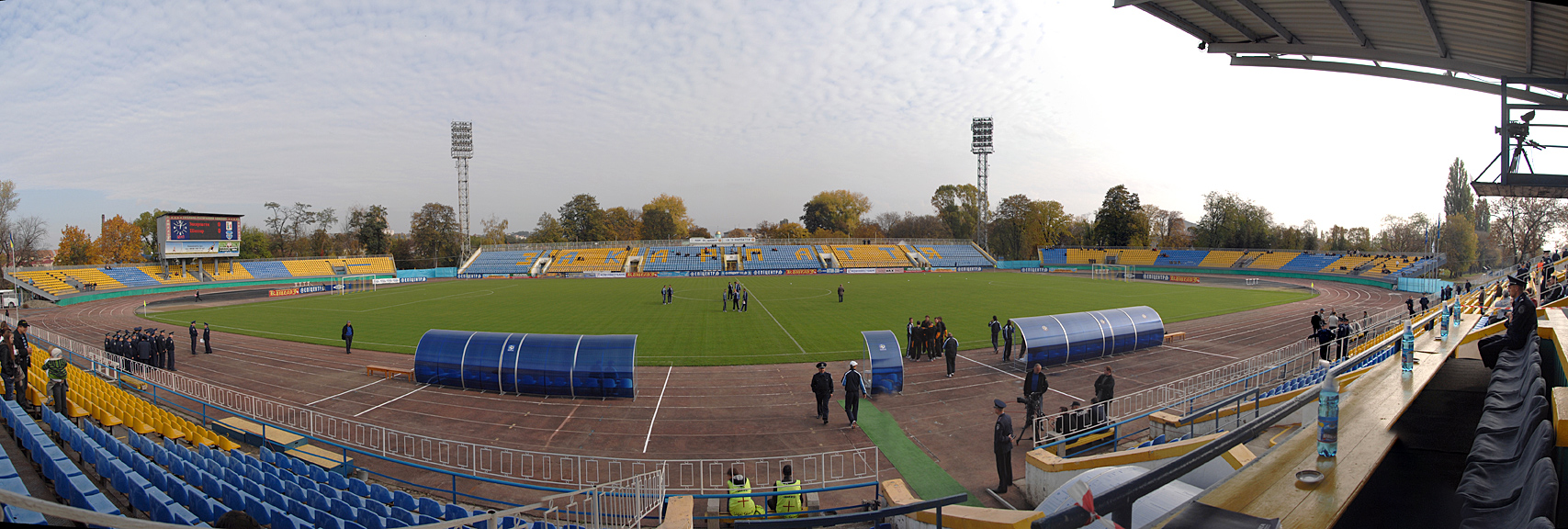
Вид з трибун